# Neilson Powless
Neilson Powless (* 3. September 1996 in Roseville, Kalifornien) ist ein US-amerikanischer Radrennfahrer.

## Karriere
Powless schloss sich im Jahr 2016 dem UCI Continental Team Axeon Hagens Berman und gewann mit der Gesamtwertung des Joe Martin Stage Race seinen ersten internationalen Wettbewerb. Außerdem gewann er im selben Jahr das Einzelzeitfahren der Tour de Beauce und eine Etappe der Tour de l’Avenir. Zuvor sicherte er sich als Gesamtneunter die Nachwuchswertung der Kalifornien-Rundfahrt. Im darauffolgenden Jahr feierte er Etappensiege bei der Triptyque des Monts et Châteaux und dem Giro Ciclistico d’Italia, siegte beim Gran Premio Palio del Recioto und konnte die Nachwuchswertung bei der Tour of Utah für sich verbuchen.
Seinen ersten Vertrag bei einem UCI WorldTeam erhielt er ab 2018 bei Lotto NL-Jumbo. Er bestritt mit der Vuelta a España 2019 seine erste Grand Tour und beendete diese als 31.
Nach zwei sieglosen Jahren wechselte er zum US-amerikanischen EF Pro Cycling Team, das später unter dem Namen EF Education-EasyPost fuhr. Er startete bei der Tour de France 2020 und belegte auf der hügeligen 6. Etappe als Teil einer achtköpfigen Ausreißergruppe den vierten Platz. Im Jahr 2021 wurde er Gesamtfünfter der UAE Tour und fuhr somit erstmals in die Top 10 eines UCI WorldTour-Etappenrennens. Sein bis dahin größter Erfolg gelang ihm nach der Tour de France 2021 als er die Clásica San Sebastián im Sprint einer drei Fahrer umfassenden Ausreißergruppe gewann. Im Anschluss zeigte er bei den Straßenradsport-Weltmeisterschaften in Löwen auf, wo er den fünften Platz belegte. In der Saison 2022 wurde er Achter von Lüttich–Bastogne–Lüttich und belegte den vierten Gesamtrang bei der Tour de Suisse. Kurz darauf beendete er seine dritte Tour de France auf dem 12. Gesamtrang. Mit dem Japan Cup Cyle Road Race gewann er das letzte Rennen seiner Saison.

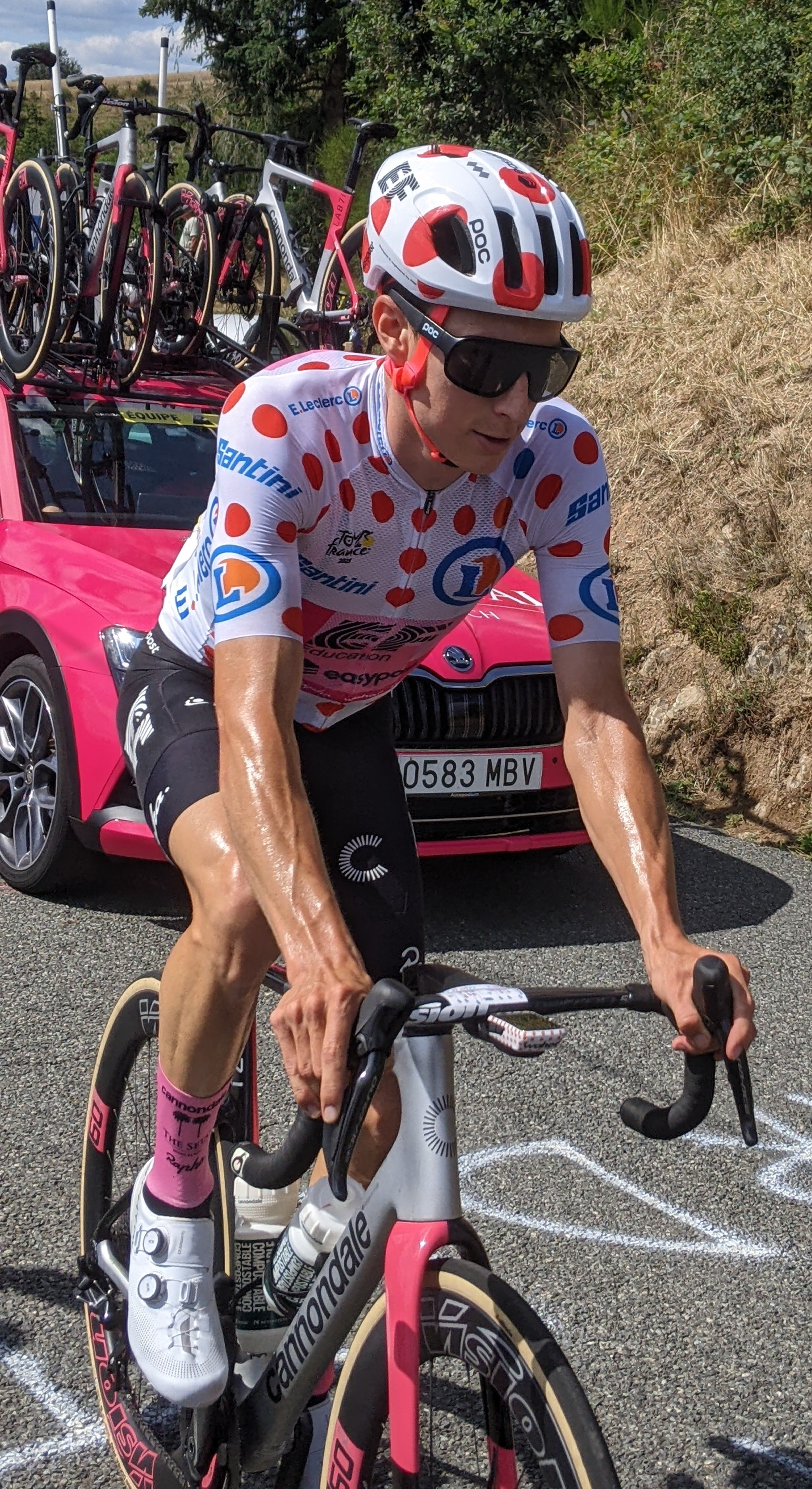
Neilson Powless im Bergtrikot bei der Tour de France 2023

Im Jahr 2023 gewann Neilson Powless den Grand Prix Cycliste La Marseillaise und sicherte sich kurz darauf den Gesamtsieg des Étoile de Bessèges, wobei er sich nur mit einer Sekunde Vorsprung gegenüber dem Dänen Mattias Skjelmose Jensen durchsetzte. Nach Platz sieben bei Mailand–Sanremo stand er als Dritter auf dem Podium von Dwars door Vlaanderen, ehe er die Flandern-Rundfahrt auf dem fünften Rang beendete. Bei der Tour de France 2023 trug er das Bergtrikot für 12 Tage. Am Ende der Saison stelle er erneut seine Stärke bei langen Eintagesrennen unter Beweis, wurde Vierter der Clásica San Sebastián und Elfter der Radsport-Weltmeisterschaften, ehe er die Maryland Cycling Classic als Zweiter beendete.
Für die Saison 2024 legte Powless seinen Fokus vermehrt auf die Frühjahres-Klassiker, bei denen er im Vorjahr mit guten Ergebnissen aufgezeigt hatte. Aufgrund von Knieschmerzen, die ihn zu einer Aufgabe bei Tirreno–Adriatico 2024 veranlassten, verpasste er jedoch die meisten Rennen. Im Mai holte er bei den US-amerikanischen Meisterschaften die Bronzemedaille im Zeitfahren und Straßenrennen, ehe er seine fünfte Tour de France auf dem 59. Gesamtrang beendete. Am Ende der Saison zeigte er mit guten Resultaten bei den größeren Eintagesrennen auf und gewann Gran Piemonte und den Japan Cup.
Im Jahr 2025 gewann er das belgische Eintagesrennen Dwars door Vlaanderen, wobei er sich vor dem Visma-Lease a Bike-Trio Wout van Aert, Tiesj Benoot und Matteo Jorgenson durchsetzte, mit dem er die letzten 55 Kilometer bestritten hatte.

## Herkunft und Familie
Powless gehört dem Stamm der Oneida an und ist der erste Tour-de-France-Teilnehmer indigen amerikanischer Abstammung. Seine Mutter ist die Marathonläuferin Jeanette Allred-Powless, seine Schwester Shayna Powless ist ebenfalls professionelle Radrennfahrerin.

## Erfolge
2016
- Gesamtwertung, Punktewertung und Nachwuchswertung Joe Martin Stage Race
- Nachwuchswertung Tour of California
- eine Etappe Tour de Beauce
- Mannschaftszeitfahren Olympia’s Tour
- eine Etappe Tour de l’Avenir

2017
- Gran Premio Palio del Recioto
- eine Etappe Giro Ciclistico d’Italia
- US-amerikanischer U23-Meister – Straßenrennen
- Nachwuchswertung Tour of Utah

2018
- Mannschaftszeitfahren Tour of Britain

2021
- Clásica San Sebastián

2022
- Japan Cup

2023
- Grand Prix Cycliste La Marseillaise
- Gesamtwertung Étoile de Bessèges

2024
- Gran Piemonte
- Japan Cup

2025
- Dwars door Vlaanderen
- Grosser Preis des Kantons Aargau

## Wichtige Platzierungen
| Grand Tour            | 2018 | 2019 | 2020 | 2021 | 2022 | 2023 | 2024 | 2025 |
| --------------------- | ---- | ---- | ---- | ---- | ---- | ---- | ---- | ---- |
| Giro d’ItaliaGiro     | –    | –    | –    | –    | –    | –    | –    | –    |
| Tour de FranceTour    | –    | –    | 56   | 43   | 12   | 66   | 49   | 47   |
| Vuelta a EspañaVuelta | –    | 31   | –    | –    | –    | –    | –    |      |

| Weltmeisterschaft        | 2018 | 2019 | 2020 | 2021 | 2022 | 2023 | 2024 |
| ------------------------ | ---- | ---- | ---- | ---- | ---- | ---- | ---- |
| StraßenrennenStraße      | –    | 41   | DNF  | 5    | 18   | 11   | 39   |
| EinzelzeitfahrenEZF      | –    | –    | –    | –    | 22   | –    | –    |
| MannschaftszeitfahrenMZF | 13   | –    | –    | 8    | –    | 8    | 6    |

| Monument                 | 2018 | 2019 | 2020 | 2021 | 2022 | 2023 | 2024 | 2025 |
| ------------------------ | ---- | ---- | ---- | ---- | ---- | ---- | ---- | ---- |
| Mailand–Sanremo          | 83   | 62   | –    | 51   | –    | 7    | –    | 37   |
| Flandern-Rundfahrt       | –    | –    | –    | –    | –    | 5    | –    |      |
| Paris–Roubaix            | –    | –    | –    | –    | –    | –    | –    |      |
| Lüttich–Bastogne–Lüttich | –    | –    | 62   | –    | 8    | 65   | –    |      |
| Lombardei-Rundfahrt      | –    | –    | –    | –    | 34   | –    | 8    |      |